# Boxworth
Boxworth – wieś i civil parish w Anglii, w hrabstwie Cambridgeshire, w dystrykcie South Cambridgeshire. Leży 12 km na północny zachód od miasta Cambridge i 84 km na północ od Londynu. W 2011 civil parish liczyła 218 mieszkańców. Boxworth jest wspomniana w Domesday Book (1086) jako Bochesuuorde.